# مالش بینی

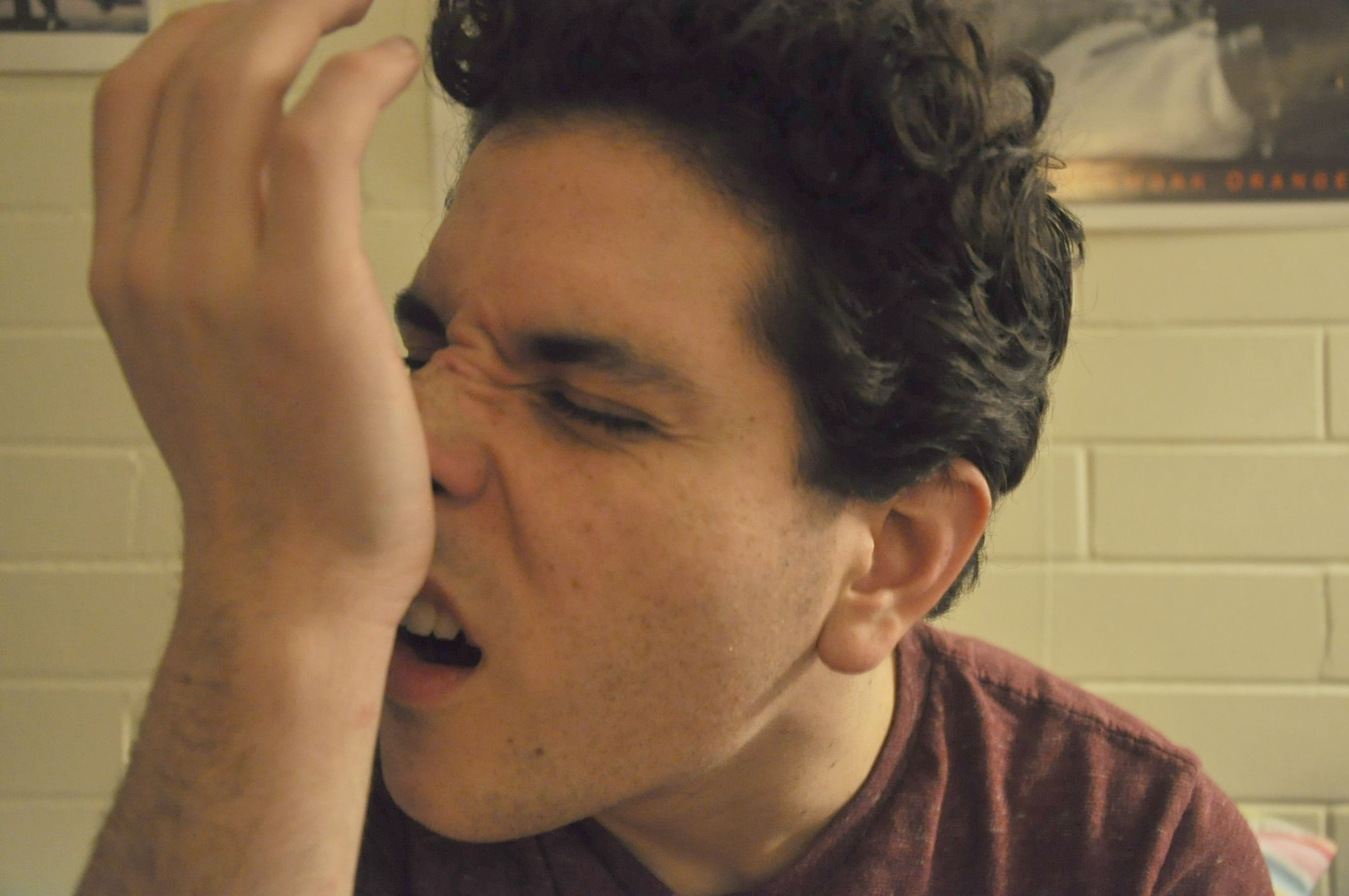
شخصی که سلام آلرژیک را نشان می‌دهد.

مالش بینی (انگلیسی: Nasal salute) یا مالش آلرژیک (Allergic salute)، ژست مشخص و گاهی معمولی برای پاک کردن و/یا مالیدن بینی به صورت رو به بالا یا عرضی با انگشتان، کف دست یا پشت دست است. به آن مالش (salute) می‌گویند زیرا حرکت دست به سمت بالا به عنوان یک حرکت ناخواسته عمل می‌کند. عادت استفاده از دست برای پاک کردن بینی بیشتر در کودکان دیده می‌شود اما در بزرگسالان نیز رایج است. مالش معمولاً به‌طور موقت خارش بینی را تسکین می‌دهد و همچنین مقدار کمی از مخاط بینی را از بین می‌برد.
در افرادی که دچار تشنج می‌شوند، پاک کردن بینی به عنوان یک عمل نیمه‌ارادی دیده شده‌است.